# Адзолина, Лучия
Лучия Адзолина (итал. Lucia Azzolina; род. 25 августа 1982, Сиракуза) — итальянский преподаватель и политик, министр школьного образования Италии (2020—2021).

## Биография
Окончила государственный научный лицей имени Леонардо да Винчи во Флоридии и поступила в Катанийский университет, где в 2004 году завершила трёхлетний курс обучения на философском факультете и продолжила образование, занимаясь историей философии. Далее поступила в Школу специализации на преподавании в средней школе, где получила квалификацию школьного преподавателя истории и философии, и с 2008 года преподавала в лицеях Специи и Сарцаны, а позднее — в Пизе. В 2013 году окончила юридический факультет Павийского университета, одновременно продолжая работать в средней школе второй ступени. В январе 2014 года начала преподавать в институте имени Квинтино Селлы в Биелле, но позднее занялась юридической практикой, специализируясь на образовательном праве, а также работала в профсоюзе школьных работников. В 2017 году вернулась к преподаванию в институте Квинтино Селлы, а в мае 2019 года, победив в конкурсе, получила должность старшего преподавателя.

### Политическая карьера
В марте 2018 года избрана Палату депутатов Италии по списку Движения пяти звёзд во 2-м многомандатном округе Пьемонта.
13 сентября 2019 года назначена младшим статс-секретарём Министерства образования, университетов и научных исследований во втором правительстве Конте и 16 сентября принесла присягу, официально вступив в должность.
Сразу после избрания в парламент предложила законопроект, требующий сократить максимально допустимую численность учащихся в классе, а в должности младшего статс-секретаря поддержала постановление правительства о реформе школы, которое предусматривало проведение конкурсов на занятие 24 тысяч рабочих мест и выверку перечня ещё 24 тысяч, благодаря чему якобы получала угрозы от временных работников, лишившихся заработка. В этот же период высказывалась о внедрении принципа культурной интеграции иммигрантов в итальянское общество как необходимого условия для предоставления им гражданства.
28 декабря 2019 года премьер-министр Конте заявил о намерении разделить Министерство образования, университетов и научных исследований, назначив Лучию Адзолина министром школьного образования.

### В должности министра просвещения
10 января 2020 года Адзолина принесла присягу и официально вступила в должность министра.
4 марта 2020 года Адзолина объявила о принятии правительством постановления о прекращении занятий в школах и университетах по всей Италии с 5 до 15 марта с целью предотвратить распространение нового коронавируса SARS-CoV-2.
6 июня 2020 года Палата депутатов, преодолев сопротивление Лиги Севера и Братьев Италии, большинством 245 голосов против 122 придала силу закона постановлению правительства об особом порядке выпускных экзаменов в средней школе первой и второй степени и набора новых учащихся в сентябре с целью выхода из системы ограничений, вызванных борьбой с коронавирусной эпидемией.